# الساحرات (فلم 1967)
الساحرات (بالإنجليزية: The Witches) هو فيلم كوميدي تم إنتاجه في إيطاليا وصدر في سنة 1967. الفيلم من إخراج بيير باولو بازوليني وفيتوريو دي سيكا من بطولة طوطوه وكلينت إيستوود.

## وصلات خارجية
- مقالات تستعمل روابط فنية بلا صلة مع ويكي بيانات